# لوشيو كاردوزو
لوشيو كاردوزو (كورفيلو، ميناس جيرايس، 14 أغسطس 1912 - ريو دي جانيرو ، 22 سبتمبر 1968)، (بالبرتغالية Lúcio Cardoso)، إنه روائي وشاعر وكاتب مسرحي ورسام. إنه «فنان تعبيري مداري» حقيقي، عُرِف بادئ ذي بدء بتحفته الروائية (حولية البيت المقتول) 1959.

## المؤلفات
- الملاريا (رواية)، 1934
- الصفصاف (رواية)، 1935
- الشعر، 1941
- الشعر الجديد، 1944
- قصائد غير منشورة، 1982

الكتابات المسرحية

- العبد، 1945
- الحبل الفضي، 1947
- آنجيليكا، 1950

القصص

- الأيدي الفارغة، 1938
- المجهولن 1940
- المدرج، 1946
- الاستاذة هيلدا، 1946
- سلسلة من الحكايات الشيطانية حول شخصية إيناسيو المبهمة،1944
- المسحور، 1954

## روابط خارجية
- لوشيو كاردوزو على موقع IMDb (الإنجليزية)
- لوشيو كاردوزو على موقع الموسوعة البريطانية (الإنجليزية)